# Jerzy Konstanty Kamiński
Jerzy Konstanty Kamiński herbu Topór – podczaszy sanocki w latach 1703–1710, miecznik sanocki w latach 1676–1703, sędzia kapturowy ziemi sanockiej w 1696 roku, porucznik husarii armii koronnej w wyprawie mołdawskiej 1686 roku.
Sędzia skarbowy ziemi sanockiej w 1690 roku. Był członkiem konfederacji sandomierskiej 1704 roku.